# Algaut
Algaut (o Algöt) fu un re dei Geati che regno' sul Götaland occidentale secondo la saga Heimskringla.
Af Upplendinga konungum riporta che il re Gautrek sposò Arlof, la figlia di Óláf il Perspicace e che i due ebbero un figlio di nome Algaut, secondo le saghe scandinave l'ultimo re dei Geati.
Secondo Heimskringla, opera dell'islandese Snorri Sturluson, Algaut organizzò il matrimonio di sua figlia Gauthildr Algautsdóttir con il figlio del re Anund, il famigerato principe Ingjald che, dopo la morte del padre e la conseguente ascesa al trono, è stato il protagonista del più grande massacro di re svedesi per realizzare le sue ambizioni territoriali come unico monarca; tra le vittime del massacro figura lo stesso Algaut, bruciato vivo nella sua residenza nella Casa dei sette re; i pochi che riuscirono a fuggire dall'abitazione vennero assassinati dagli uomini armati che li attendevano fuori dalla residenza.